# Monein
Monein (en béarnais Monenh ou Mounenh) est une commune française située dans le département des Pyrénées-Atlantiques, en région Nouvelle-Aquitaine.
Le gentilé est Moneinchon (Monenshon ou Mounenchoun, en béarnais).

## Géographie

### Localisation
La commune de Monein se trouve dans le département des Pyrénées-Atlantiques, en région Nouvelle-Aquitaine.
Elle se situe à 23 km par la route de Pau, préfecture du département, et à 8,5 km de Mourenx, bureau centralisateur du canton du Cœur de Béarn dont dépend la commune depuis 2015 pour les élections départementales.
La commune fait en outre partie du bassin de vie de Mourenx.
Les communes les plus proches sont : 
Cuqueron (2,2 km), Parbayse (2,9 km), Abos (4,4 km), Lahourcade (4,9 km), Pardies (5,2 km), Tarsacq (5,3 km), Bésingrand (5,8 km), Noguères (5,8 km).
Sur le plan historique et culturel, Monein fait partie de la province du Béarn, qui fut également un État et qui présente une unité historique et culturelle à laquelle s’oppose une diversité frappante de paysages au relief tourmenté.

### Communes limitrophes
Monein est limitrophe avec 13 communes, dont deux en deux endroits différents.
Les communes limitrophes sont Arbus, Aubertin, Cardesse, Cuqueron, Estialescq, Goès, Lacommande, Lahourcade, Lasseube, Lucq-de-Béarn, Oloron-Sainte-Marie, Parbayse et Pardies.
| Lahourcade                          | Pardies    | Parbayse, Cuqueron, Parbayse, Arbus |
| Lucq-de-Béarn                       | Monein     | Aubertin, Lacommande                |
| Cardesse, Oloron-Sainte-Marie, Goès | Estialescq | Aubertin, Lasseube                  |

### Hydrographie
Les terres de la commune sont arrosées par les affluents du gave de Pau suivants :
- le ruisseau la Baïse[10] et ses tributaires :
  - le ruisseau la Baysère ou Baïse de Monein[11] et ses affluents :
    - le ruisseau la Baylongue, formée du Chicqet du Caparrecq[12], et son tributaire :
      - le Laring ou ruisseau de Naudy et son affluent :
        - le ruisseau d'Antony

    - le ruisseau de Lassoure

  - le ruisseau la Lèze
  - l'ancien canal du moulin
  - le ruisseau du Coigt d'Arrens
  - le ruisseau de Bernatouse et son tributaire :
    - le ruisseau de Broucà

  - le ruisseau le Bert
  - le ruisseau de Rouède
- le ruisseau le Luzoué[13] et ses affluents :
  - le ruisseau de Lassabaigt

### Climat
Le climat qui caractérise la commune est qualifié, en 2010, de « climat des marges montargnardes », selon la typologie des climats de la France qui compte alors huit grands types de climats en métropole. En 2020, la commune ressort du type « climat de montagne » dans la classification établie par Météo-France, qui ne compte désormais, en première approche, que cinq grands types de climats en métropole. Pour ce type de climat, la température décroît rapidement en fonction de l'altitude. On observe une nébulosité minimale en hiver et maximale en été. Les vents et les précipitations varient notablement selon le lieu.
Les paramètres climatiques qui ont permis d’établir la typologie de 2010 comportent six variables pour les températures et huit pour les précipitations, dont les valeurs correspondent à la normale 1971-2000. Les sept principales variables caractérisant la commune sont présentées dans l'encadré ci-après.
| Paramètres climatiques communaux sur la période 1971-2000 - Moyenne annuelle de température : 13,4 °C - Nombre de jours avec une température inférieure à −5 °C : 1,4 j - Nombre de jours avec une température supérieure à 30 °C : 6,2 j - Amplitude thermique annuelle : 13,9 °C - Cumuls annuels de précipitation : 1 261 mm - Nombre de jours de précipitation en janvier : 11,8 j - Nombre de jours de précipitation en juillet : 8,7 j |

Avec le changement climatique, ces variables ont évolué. Une étude réalisée en 2014 par la Direction générale de l'Énergie et du Climat complétée par des études régionales prévoit en effet que la  température moyenne devrait croître et la pluviométrie moyenne baisser, avec toutefois de fortes variations régionales. La station météorologique de Météo-France installée sur la commune et mise en service en 1971 permet de connaître en continu l'évolution des indicateurs météorologiques. Le tableau détaillé pour la période 1981-2010 est présenté ci-après.
| Mois                                  | jan.             | fév.            | mars            | avril         | mai         | juin           | jui.            | août         | sep.          | oct.            | nov.          | déc.          | année      |
| ------------------------------------- | ---------------- | --------------- | --------------- | ------------- | ----------- | -------------- | --------------- | ------------ | ------------- | --------------- | ------------- | ------------- | ---------- |
| Température minimale moyenne (°C)     | 3,3              | 3,7             | 5,7             | 7,1           | 10,5        | 13,6           | 15,7            | 15,8         | 13,3          | 10,5            | 6,3           | 4,1           | 9,2        |
| Température moyenne (°C)              | 7,1              | 7,9             | 10,4            | 12,1          | 15,7        | 18,8           | 21              | 21,1         | 18,7          | 15,2            | 10,3          | 7,9           | 13,9       |
| Température maximale moyenne (°C)     | 10,8             | 12              | 15,2            | 17            | 20,9        | 24,1           | 26,3            | 26,3         | 24            | 19,8            | 14,3          | 11,6          | 18,6       |
| Record de froid (°C) date du record   | −13,5 15.01.1985 | −9,6 12.02.12   | −9,5 06.03.1971 | −2 10.04.1980 | 1 05.05.19  | 5,8 06.06.1984 | 7 02.07.1978    | 7 08.08.1990 | 4,5 25.09.02  | −1,7 25.10.03   | −7 23.11.1988 | −9 09.12.1980 | −13,5 1985 |
| Record de chaleur (°C) date du record | 24 25.01.16      | 27,5 26.02.1994 | 29 31.03.21     | 32,7 30.04.05 | 35 26.05.17 | 40 30.06.15    | 40,2 08.07.1982 | 41 04.08.03  | 36,7 14.09.20 | 33,5 02.10.1985 | 27 01.11.20   | 26 04.12.1985 | 41 2003    |
| Précipitations (mm)                   | 109              | 94,1            | 97,9            | 128,3         | 106,7       | 83,4           | 66              | 70,5         | 85,1          | 107             | 126,6         | 108,7         | 1 183,3    |

### Milieux naturels et biodiversité

#### Réseau Natura 2000
Le réseau Natura 2000 est un réseau écologique européen de sites naturels d'intérêt écologique élaboré à partir des Directives « Habitats » et « Oiseaux », constitué de zones spéciales de conservation (ZSC) et de zones de protection spéciale (ZPS).
Un site Natura 2000 a été défini sur la commune au titre de la « directive Habitats » : le « gave de Pau », d'une superficie de 8 194 ha, un vaste réseau hydrographique avec un système de saligues encore vivace,.

#### Zones naturelles d'intérêt écologique, faunistique et floristique
L'inventaire des zones naturelles d'intérêt écologique, faunistique et floristique (ZNIEFF) a pour objectif de réaliser une couverture des zones les plus intéressantes sur le plan écologique, essentiellement dans la perspective d'améliorer la connaissance du patrimoine naturel national et de fournir aux différents décideurs un outil d'aide à la prise en compte de l'environnement dans l'aménagement du territoire.
Une ZNIEFF de type 2 est recensée sur la commune, : 
les « coteaux et vallées "bocagères" du Jurançonnais » (20 986,16 ha), couvrant 23 communes du département.
La commune abrite encore des éléments de « vieille forêt » (« forêts anciennes, d'avant 1850, ayant dépassé l'âge d'exploitabilité, où l'on rencontre de gros arbres et beaucoup de bois morts »), suivies par le Conservatoire d'espace naturel de Nouvelle-Aquitaine, qui ont une fonction de puits de carbone et constituent une partie importante de la « trame verte et bleue » de la Communauté de communes (CCLO), qui vise à préserver et à restaurer un réseau de continuité écologique pour la biodiversité.

## Urbanisme

### Typologie
Au 1er janvier 2024, Monein est catégorisée commune rurale à habitat dispersé, selon la nouvelle grille communale de densité à sept niveaux définie par l'Insee en 2022.
Elle appartient à l'unité urbaine de Mourenx, une agglomération intra-départementale regroupant neuf  communes, dont elle est ville-centre,,. Par ailleurs la commune fait partie de l'aire d'attraction de Pau, dont elle est une commune de la couronne,. Cette aire, qui regroupe 227 communes, est catégorisée dans les aires de 200 000 à moins de 700 000 habitants,.

### Occupation des sols

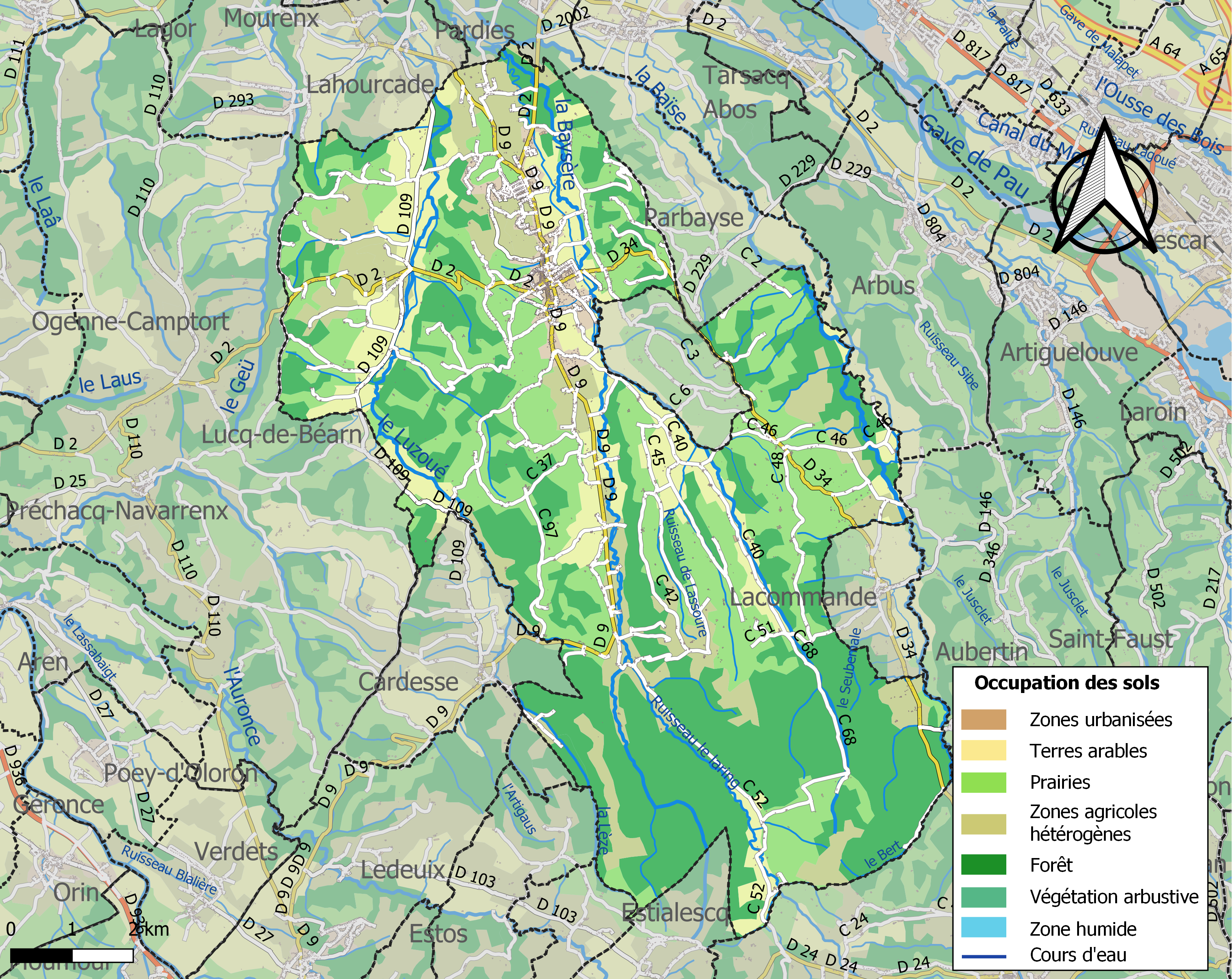
Carte des infrastructures et de l'occupation des sols de la commune en 2018 (CLC).

L'occupation des sols de la commune, telle qu'elle ressort de la base de données européenne d’occupation biophysique des sols Corine Land Cover (CLC), est marquée par l'importance des territoires agricoles (58 % en 2018), une proportion sensiblement équivalente à celle de 1990 (58,1 %). La répartition détaillée en 2018 est la suivante : 
forêts (39,4 %), prairies (30,2 %), zones agricoles hétérogènes (14 %), terres arables (13,3 %), zones urbanisées (2,7 %), cultures permanentes (0,4 %). L'évolution de l’occupation des sols de la commune et de ses infrastructures peut être observée sur les différentes représentations cartographiques du territoire : la carte de Cassini (XVIIIe siècle), la carte d'état-major (1820-1866) et les cartes ou photos aériennes de l'IGN pour la période actuelle (1950 à aujourd'hui).

### Lieux-dits et hameaux
- Arue ; comptait 47 feux en 1385.
- Bourg-Neuf ; comptait 58 feux en 1385.
- Candeloup ; comptait 49 feux en 1385.
- Coos ; comptait 20 feux en 1385.
- Loupien ; comptait 43 feux en 1385.
- Marquemale ; comptait 7 feux en 1385.
- Tresserre ; comptait 28 feux en 1385.
- le Trouilh et Lizà ; comptaient 24 feux en 1385.
- Ucha ; comptait 39 feux en 1385.

Autres quartiers de Monein : Serrot, Laquidée, Cabirau, Castet, Yolette.

### Voies de communication et transports
La commune est desservie par une ligne du réseau d'autocars interurbains des Pyrénées-Atlantiques qui permet de rejoindre Pau :
- Pau — Rue Mathieu Lalanne ⥋ Monein — Collège

### Risques majeurs
Le territoire de la commune de Monein est vulnérable à différents aléas naturels : météorologiques (tempête, orage, neige, grand froid, canicule ou sécheresse), inondations et séisme (sismicité moyenne). Il est également exposé à un risque technologique, le transport de matières dangereuses, et à un risque particulier : le risque de radon. Un site publié par le BRGM permet d'évaluer simplement et rapidement les risques d'un bien localisé soit par son adresse soit par le numéro de sa parcelle.

#### Risques naturels
Certaines parties du territoire communal sont susceptibles d’être affectées par le risque d’inondation par une crue torrentielle ou à montée rapide de cours d'eau, notamment la Baïse de Lasseube, la Baysère, la Baylongue et le Luzoué. La commune a été reconnue en état de catastrophe naturelle au titre des dommages causés par les inondations et coulées de boue survenues en 1982, 1983, 1988, 2006, 2008, 2009 et 2018,.

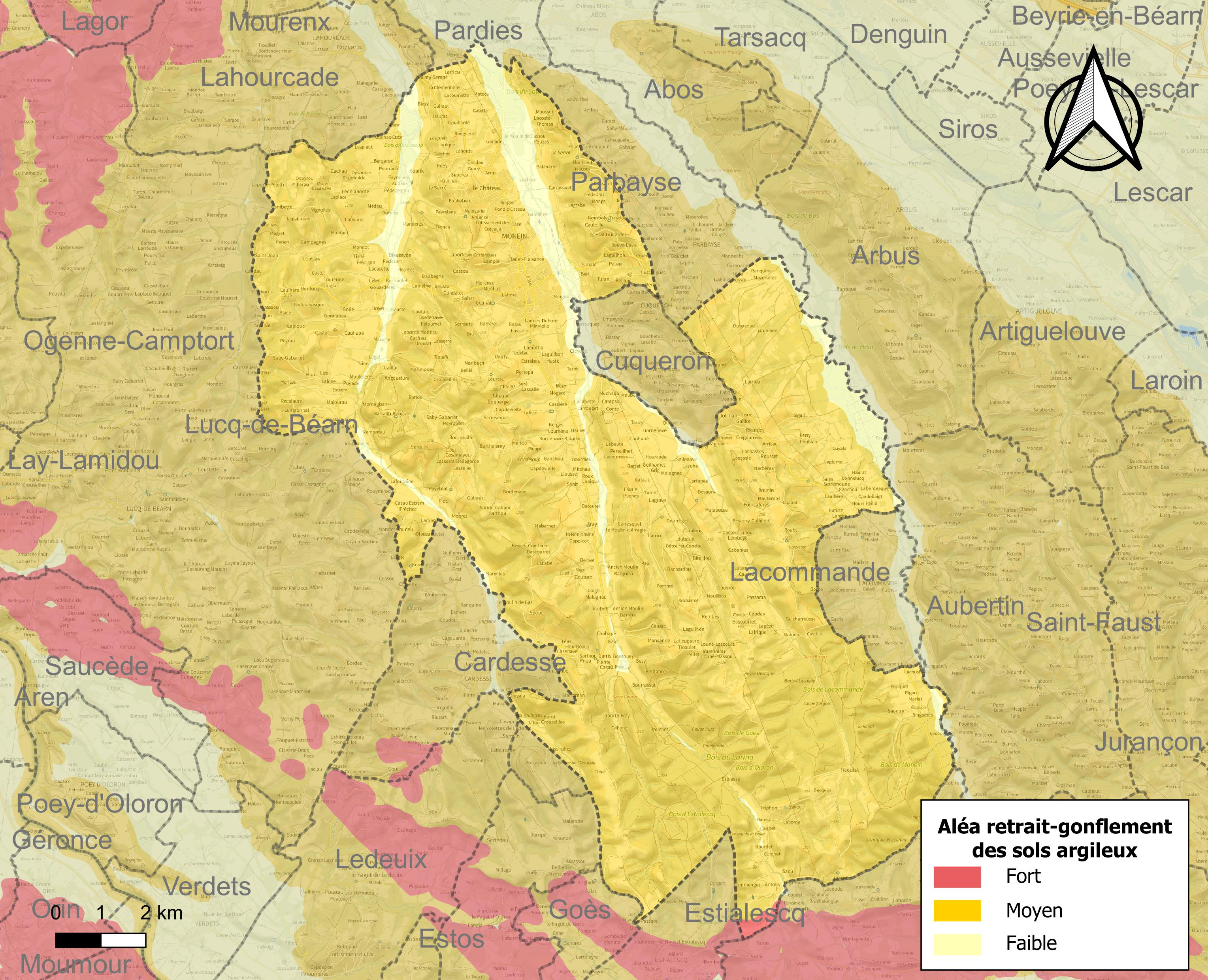
Carte des zones d'aléa retrait-gonflement des sols argileux de Monein.

Le retrait-gonflement des sols argileux est susceptible d'engendrer des dommages importants aux bâtiments en cas d’alternance de périodes de sécheresse et de pluie. 93,9 % de la superficie communale est en aléa moyen ou fort (59 % au niveau départemental et 48,5 % au niveau national). Depuis le 1er octobre 2020, en application de la loi ELAN, différentes contraintes s'imposent aux vendeurs, maîtres d'ouvrages ou constructeurs de biens situés dans une zone classée en aléa moyen ou fort,.
Concernant les mouvements de terrains, la commune a été reconnue en état de catastrophe naturelle au titre des dommages causés par la sécheresse en 1989 et 2012 et par des mouvements de terrain en 2013, 2019 et 2020.

#### Risque particulier
Dans plusieurs parties du territoire national, le radon, accumulé dans certains logements ou autres locaux, peut constituer une source significative d’exposition de la population aux rayonnements ionisants. Selon la classification de 2018, la commune de Monein est classée en zone 2, à savoir zone à potentiel radon faible mais sur lesquelles des facteurs géologiques particuliers peuvent faciliter le transfert du radon vers les bâtiments.

## Toponymie
Le toponyme Monein /munéŋ/ (cf. Munein) est basé sur le radical mun- (basque munho « colline ») et le suffixe aquitanique -eŋ. Il est documenté sous les formes 
Moneng (1127), 
Moneing (1128), 
Monen (XIIe siècle)
Munins (1154, Édrisi), 
Monenh (1215)), 
Sent-Girontz de Monenth (1434), 
Monneinh et Mouneinh (1675).
Son nom béarnais est Monenh ou Mounégn.

### Hydronymes
Les rivières étaient appelées localement Baïse (baisa), Lèze ou tout simplement Arriou (arriu).

### Autres toponymes
- Arrègle : moulin sur la Baylongue
- Baylongue de Baigt Loungue « vallée allongée » (Baglongue en 1441)[47].
- Candeloup : versant ouest de la Baylongue
- Les Castérasses : relief ; augmentatif de casterà, ancienne place forte.
- Coos (lo Cos en 1385, lo Coz en 1675[44])
- Larring / Laring / Larincq (Arinc en 1267[48], Larrinco en 1323[49], Larinc en 1441…), d'un ancien Larrinko (basque Larre « lande » — ou harri « roche » ? — et suffixe pré-celtique -enko) : bois traversé par le Laring ou Hibaruet.
- Lizà (Lo Lisar en 1385, Lo Lizar en 1420) :
- Loupien /lupijéŋ/ (Lopienh en 1385, Lopieng en 1657 ; comparer avec Loubieng).
- Marca : ancien moulin.
- Marquemale « limite dangereuse ».
- Marquiza : ancien moulin sur la Baylongue
- Oustaloup : bois où coule le Luzoué au niveau de Loupien
- Le Trouilh (lo Trolh en 1385)
- Uchaà ou Uxà (Uxar en 1385, Uxa en 1441…) : relief séparant les cours de la Baïsère et de la Baylongue.

## Histoire
De nombreux vestiges (lames, grattoirs, bifaces) prouvent que le site de Monein était déjà très fréquenté au paléolithique et au néolithique.
Paul Raymond associait la ville de Monein avec le peuple aquitain présumé des Monesi. Il s'agit en fait d'une mauvaise lecture du nom des Onesii (Pline le Jeune, livre IV) de Bagnères-de-Luchon.
Il note que Monein comptait une abbaye laïque dès le XIIe siècle, vassale de la vicomté de Béarn.
En 1385, Monein comptait 414 feux. Le bailliage de Monein était composé de Cardesse, Cuqueron et Monein.
Le roi Henri IV surnommait Monein « le Paris du Béarn ».

## Politique et administration

### Situation administrative
Monein a fait partie de l'arrondissement d'Oloron-Sainte-Marie jusqu'au 30 décembre 2016. À cette date, elle appartient désormais à celui de Pau.

### Liste des maires
| Période                                  | Période      | Identité               | Étiquette | Qualité |
| ---------------------------------------- | ------------ | ---------------------- | --------- | --- |
| 1944                                     | octobre 1947 | ?                      |           | |
| octobre 1947                             | mars 1959    | Charles Dabbadie       |           | |
| mars 1959                                | mars 1977    | Jean Lanta             |           | Vétérinaire |
| mars 1977                                | mars 1983    | Léopold Joly           | DVG       | Conseiller général du canton de Monein (1979 → 1985)                                                                             |
| mars 1983                                | mars 2001    | Maurice Bahurlet       | PS        | Professeur de mathématiques Conseiller général du canton de Monein (1985 → 2004)                                                 |
| mars 2001                                | mai 2020     | Yves Salanave-Péhé     | DVG       | Fonctionnaire Conseiller général du canton de Monein (2004 → 2015) Conseiller départemental du canton du Cœur de Béarn (2015 → ) |
| mai 2020                                 | En cours     | Bertrand Vergez-Pascal | LDIV      | Agent immobilier |
| Les données manquantes sont à compléter. |              |                        |           | |

### Intercommunalité
La commune fait partie de quatre structures intercommunales :
- la communauté de communes de Lacq-Orthez ;
- le SIVU pour l'aménagement et la gestion des cours d'eau du bassin des baises ;
- le syndicat d’énergie des Pyrénées-Atlantiques ;
- le syndicat intercommunal d’eau et d’assainissement Gave et Baïse.

## Population et société

### Démographie
| 1793  | 1800  | 1806  | 1821  | 1831  | 1836  | 1841  | 1846  | 1851  |
| ----- | ----- | ----- | ----- | ----- | ----- | ----- | ----- | ----- |
| 5 520 | 5 159 | 5 396 | 5 405 | 5 028 | 5 131 | 5 373 | 5 163 | 5 059 |

| 1856  | 1861  | 1866  | 1872  | 1876  | 1881  | 1886  | 1891  | 1896  |
| ----- | ----- | ----- | ----- | ----- | ----- | ----- | ----- | ----- |
| 4 926 | 4 637 | 4 793 | 4 454 | 4 494 | 4 361 | 4 362 | 4 234 | 4 236 |

| 1901  | 1906  | 1911  | 1921  | 1926  | 1931  | 1936  | 1946  | 1954  |
| ----- | ----- | ----- | ----- | ----- | ----- | ----- | ----- | ----- |
| 4 209 | 4 278 | 4 203 | 3 816 | 3 667 | 3 605 | 3 475 | 3 407 | 3 240 |

| 1962  | 1968  | 1975  | 1982  | 1990  | 1999  | 2006  | 2007  | 2012  |
| ----- | ----- | ----- | ----- | ----- | ----- | ----- | ----- | ----- |
| 3 563 | 3 967 | 3 865 | 3 879 | 4 032 | 4 183 | 4 367 | 4 393 | 4 466 |

| 2017  | 2022  | - | - | - | - | - | - | - |
| ----- | ----- | - | - | - | - | - | - | - |
| 4 438 | 4 436 | - | - | - | - | - | - | - |

### Enseignement
La commune dispose de trois écoles primaires et d'un collège (collège Recteur-Jean-Sarrailh).
Depuis la rentrée de septembre 2011 l'école publique communale propose une filière bilingue français/occitan (dans sa variante locale gasconne-béarnaise) qui commence dès la maternelle.

## Économie

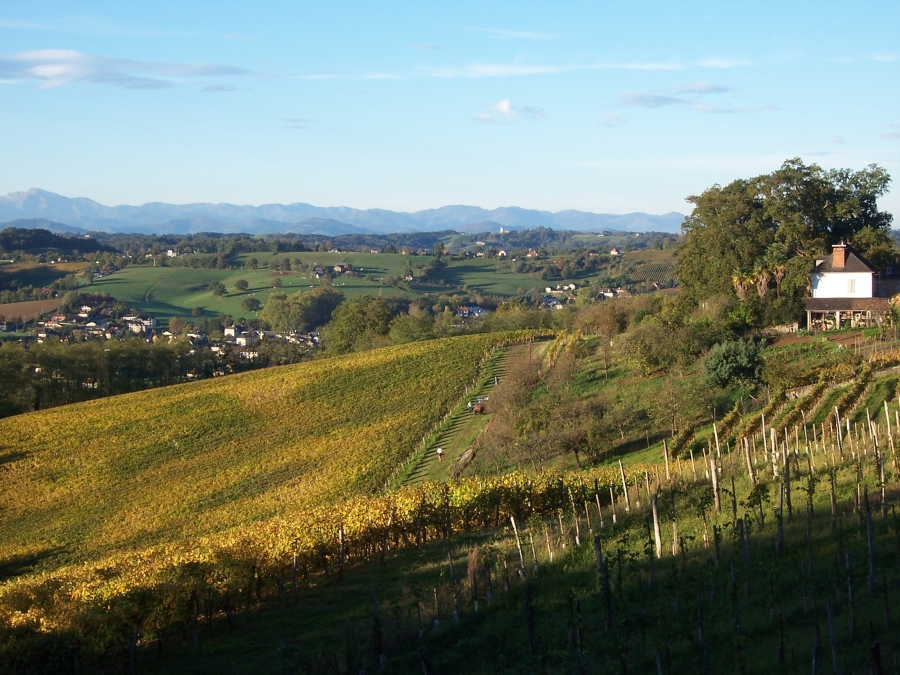
Vignoble à Monein à la période des vendanges.

La commune fait partie des zones AOC du vignoble du Jurançon et du Béarn et de celle de l'ossau-iraty.
L'activité est principalement agricole (élevage, maïs). Une variété de pêche est également présente sur la commune, la roussane.

## Culture locale et patrimoine

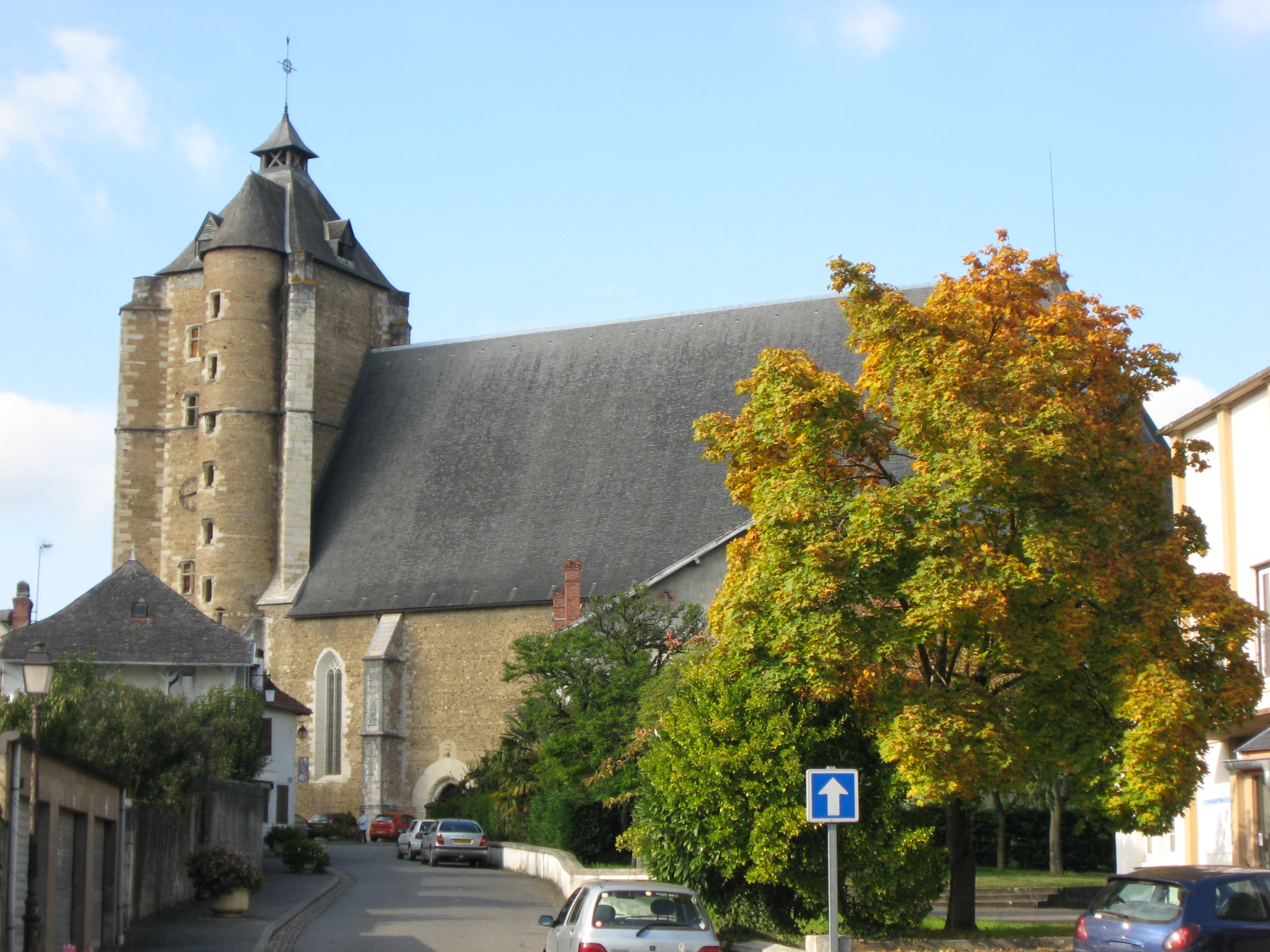
Monein, l'église.
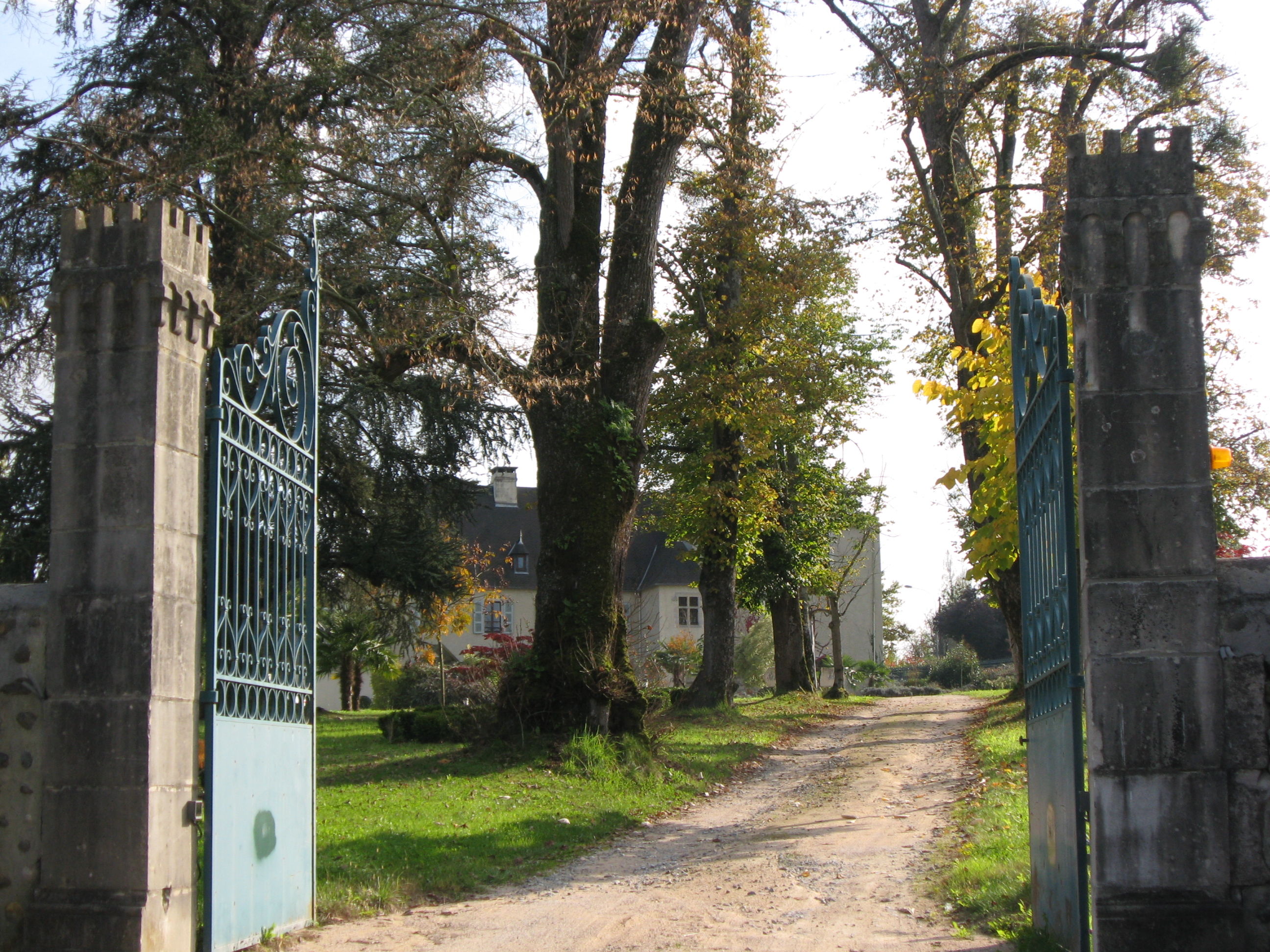
L'entrée du parc du château.
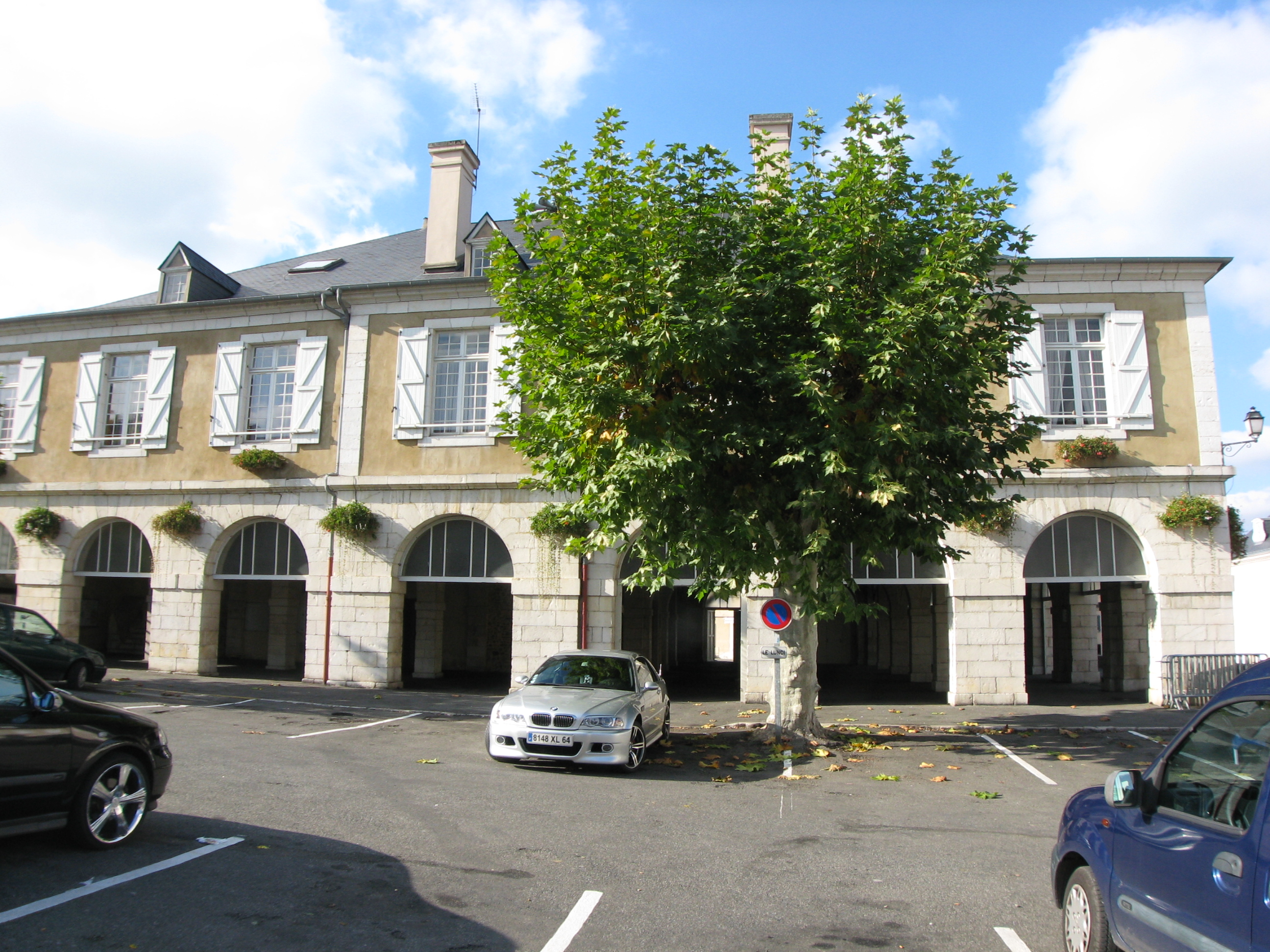
Les halles.
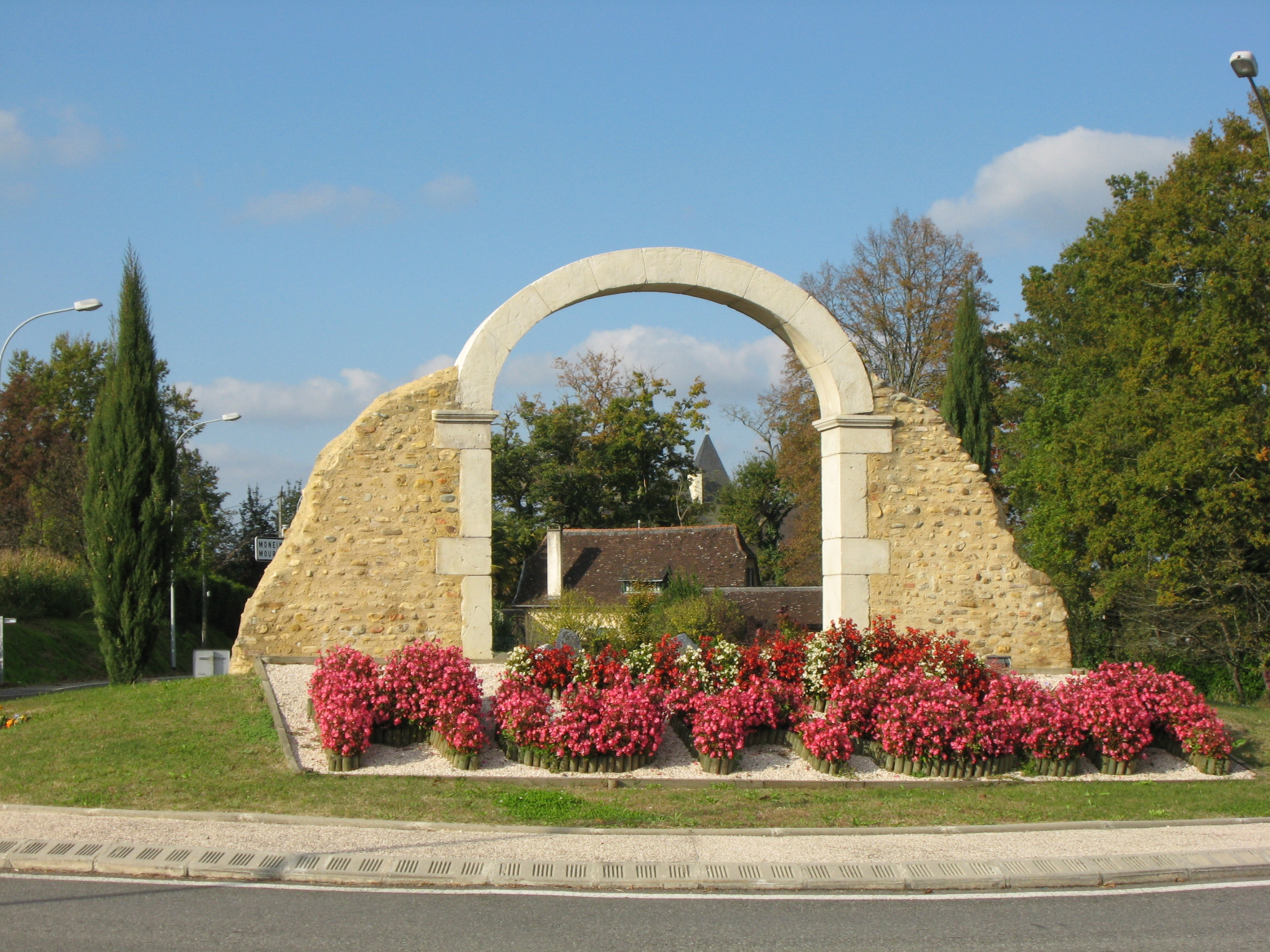
L'entrée sud de Monein,  route des Pyrénées, D9.

La commune possède un office de tourisme intercommunautaire, l'office de tourisme du Pays de Lacq, Cœur de Béarn

### Lieux et monuments

#### Patrimoine civil
Le monument aux morts est l'œuvre d'Ernest Gabard, sculpteur palois et soldat de la Grande Guerre.

#### Patrimoine religieux
L'église Saint-Girons date des XVe et XVIe siècles. Elle est la plus grande église gothique du Béarn.
Elle abrite une charpente construite en cœur de chêne de cinquante mètres de long et de dix-huit mètres de hauteur, ayant la forme d'une double coque de navire renversé.

### Personnalités liées à la commune

#### Nées au Moyen Âge
- Raymond de Saint-Sever (? Monein - 1317 Avignon), cardinal bénédictin ;

#### Nées auXVIIIesiècle
- Jean-Baptiste Lalanne (1757 Monein - 1805 Tours), funambule au théâtre Nicolet à Paris dans la troupe des Grands-Danseurs du Roi ;
- Sa fille Marguerite-Antoinette Lalanne, dite « Madame Saqui » (1786 Agde - 1866 Paris) ; mariée à Tours à Jean Julien Saqui, artiste d'agilité[60] ;
- Pèdre Lacaze (1794 Monein - 1874 Paris), homme politique français

#### Nées auXIXesiècle
- Jean Sarrailh, né à Monein le 14 octobre 1891 et mort à Paris le 28 février 1964, est un historien français, spécialiste de l'histoire et de la culture hispaniques aux XVIIIe et XIXe siècles ;
- Le compositeur Henri Duparc a vécu plusieurs années à Monein ;
- Marie Bartête (1863 Monein - 1938) qualifiée de "dernière bagnarde", orpheline, mariée à 15, veuve à 20. Elle commet un vol à l'étalage puis se range en se trouvant une place de bonne à Bordeaux ; malgré cela cette première condamnation sert de prétexte à sa déportation comme reléguée au bagne de Saint-Laurent-du-Maroni dans le cadre du plan du Second Empire pour le repeuplement de la colonie. Une stèle lui rendant hommage a été inaugurée le 24 octobre 2014[61] ;
- Henri Lapuyade (1894 Orthez - 1956 Pau), homme politique, résistant et conseiller général de Monein.

#### Nées auXXesiècle
- Jean-Patrick Lescarboura (1961, Monein), joueur de rugby à XV.
- Ninon Paloumet, chanteuse du groupe Nadau.
- Thomas Lebas, coureur cycliste professionnel[62].

### Héraldique
| Blason | Blasonnement : D'argent au monde d'azur sommé d'une croix du même. |

| Blason | Blasonnement : De sinople au chef chevronné d'or et de sable. |

### Culture populaire
L'érudit béarnais Vastin Lespy, dans son Dictionnaire béarnais de 1887, mentionne une danse (proche du « saut » basque) moneinchone : Lo saut de Monenh. Pour cette raison peut-être, au gentilé monenshon il relève cette expression : Monenshons, gays e lurons, ajam cansons e vriulons (« Moneichons, gais et lurons, ayons des chansons et des violons").